# Krio (taal)
Krio is de meest gesproken taal in Sierra Leone. Krio is een op het Engels gebaseerde Creoolse taal in Sierra Leone en fungeert naast moedertaal van de Creolen ook als lingua franca. De taal wordt gesproken in de hoofdstad Freetown, het schiereiland waarop Freetown ligt, op de Banana Islands, York Island, in Bonthe, en door Sierra Leoners die hun stamtaal niet spreken en voor wie het de moedertaal is.
Krio is gebaseerd op het Engels, met veel invloed van Jamaicaans Maroon Creole, Afrikaanse talen (voornamelijk het Yoruba en Sierra Leoonse stamtalen) en enige invloeden uit het Portugees en Frans. Op het gebied van intonatie, grammatica en woordenschat zijn er meer overeenkomsten met Afro-Caribische Creooltalen zoals hedendaags Jamaicaans Patois en het Sranantongo (Bilby, 1983). Ook zijn er sterke overeenkomsten met het Nigeriaanse en Kameroense Pidgin English, Aku en Krio Fernando Po. Allen zouden zijn geëvolueerd vanuit het Krio, de laatste twee worden officieel gezien als dialecten van het Krio.

## Gebruik van het Krio
Het Krio is de lingua franca van Sierra Leone. Het is de taal die wordt gebruikt voor interetnische communicatie. Daarnaast is het de formele taal voor mensen die geen Engels spreken. Het Krio wordt onder de jongste generaties steeds populairder.
Waarschijnlijk omdat de taal simpeler van constructie is dan standaard Engels en qua grammatica en uitdrukkingen veel gelijkenis vertoont met Afrikaanse talen. Van alle Sierra-Leoners spreekt naar schatting meer dan 95% Krio. Het gebruik van het Krio als eenheidstaal heeft een sterk nationaal bewustzijn in Sierra Leone gecreëerd.
Veel kerkdiensten worden gehouden in het Krio, maar ook radio-uitzendingen en politieke speeches. Ook zijn bijvoorbeeld het Nieuwe Testament en delen van Shakespeare vertaald in het Krio. Op veel basisscholen wordt het Krio als voertaal gebruikt. Ook in de zakenwereld en in rechtbanken wordt Krio gesproken. Op de Fourah Bay College universiteit is het tevens mogelijk om Krio als taal te kiezen. Er bestaat een officiële spelling en een woordenboek Engels-Krio, geschreven door Eldred D. Jones en Clifford Fyle.

## Ontstaan van de taal
Het ontstaan van het Krio wordt betwist door taalkundigen, maar één ding is zeker; het is ontstaan door interactie tussen de verschillende groepen ex-slaven waaronder Amerikaanse vrijgekomen slaven, Jamaicaanse marrons, andere West-Indiërs en bevrijde Afrikanen. Over het precieze ontstaan van de taal circuleren twee theorieën.

### Eerste theorie
Volgens de eerste theorie vloeide het Krio voort uit één of meerdere Creooltalen die de kolonisten uit Amerika (continent) spraken (zie krio (volk)) en zou door interactie met de bevrijde Afrikanen zijn beïnvloed door Afrikaanse talen. De invloed van het Krio verspreidde zich vervolgens over de rest van Brits West-Afrika en beïnvloedde daar de plaatselijke pidgintalen (Huber 1999, 2000).
Tussen 1808 en 1863 werden naar schatting zo’n 60 tot 70 duizend bevrijde Afrikanen aan land gezet in The Province of Freedom. Uit cijfers blijkt dat zij in 1840 zo’n 37.000 man telden, en in 1860 38.375. Het aantal kolonisten uit de Verenigde Staten en het caribisch gebied werd in 1820 op 20% van de totale bevolking van het schiereiland geschat en op 33% in Freetown. De verschillende kolonisten hadden allerlei Creooltalen als moedertaal of waren er ten minste sterk aan blootgesteld. Deze Creooltalen zouden de fundering zijn geweest voor het Krio dat in Freetown opkwam.
Creooltalen uit West-Indië, in het bijzonder die van de Jamaicaanse marrons, hebben in ieder geval een significante invloed gehad op het Krio: zo zijn er significante overeenkomsten tussen Jamaican Western Maroon Creole ook wel 'maroon spirit language ' genoemd en het Krio. Ook is aannemelijk dat de West-Indische soldaten hun Creooltalen of dialecten hebben meegenomen naar Freetown. Tussen 1819 en 1870 waren grote aantallen West-Indische militairen gestationeerd in Freetown en velen van hen huwden vrouwelijke kolonisten en bevrijde Afrikaanse vrouwen.
Ook de kolonisten uit de Verenigde Staten kunnen enige toevoegende invloed hebben gehad op het Krio, zo zijn er sterke overeenkomsten tussen het Krio en het Gullah, gesproken in de zuidelijke staten South Carolina en Georgia.
Verondersteld wordt dat de Afrikaanse karakteristieke kenmerken van het Krio – zoals de grammatica en het gebruik van het werkwoord sey / say als complementeerder - via de Creooltalen van de kolonisten geïntroduceerd werden. Het grootste gedeelte van de slaven was van origine afkomstig uit West-Afrikaanse regio’s waar vooral Kwa talen werden gesproken; zoals Yoruba, Akan en Gbe (Alleyne 1986; Huber 1999, 2000; Winford 2000).
Winford (2000: 226) stelt dat de grootste West-Afrikaanse linguïstische input (op Amerikaanse creooltalen) uit Kwa-talen blijkt te komen (met Akan dominant in Jamaica en Gbe dialecten in Suriname).
Woorden die getuigen van de invloed van het Akan op West-Indische/Amerikaanse Creooltalen en Krio zijn bijvoorbeeld:
| Nyam    | (Uit het Twi)  | Eten                                    |
| Na (ww) | (Uit het Akan) | Zijn                                    |
| De (ww) | (Uit het Ibo)  | Zijn (zich bevinden, plaatsvinden, etc) |

Een bekend voorbeeld van invloed van het Ibo op West-Indische/Amerikaanse Creooltalen en daardoor op Krio is bijvoorbeeld una/unu in het Krio, unu in African American Vernacular English, Jamaicaans, Bajan en Sranantongo. Unu  betekent jullie, ook in het Ibo.
De volgende woorden hebben er alle schijn van via de Jamaicaanse marrons in het Krio te zijn geïntroduceerd, dit vanwege de overduidelijke gelijkenis en dezelfde betekenis:
| Gyal          | Meisje                           |                                                    |
| Dis ya        | Dit (hier)                       |                                                    |
| Doti          | Vuil, afval, aarde               |                                                    |
| Lillibit      | Klein beetje                     |                                                    |
| Ron-bèlè      | Diarree                          | (Vergelijk: Patois: running belly)                 |
| Na wehtin...? | Wat is het dat...?               | (Vergelijk: Jamaicaans Maroon Creole: Na onti...?) |
| Sidon         | Zitten                           |                                                    |
| Soso          | Alleen maar, slechts             |                                                    |
| Tan           | Staan, blijven, zijn             |                                                    |
| Sote          | Zoveel, zodanig, zeer, erg, veel |                                                    |
| Yai           | Oog/ogen                         |                                                    |
| De de         | Er/daar zijn                     |                                                    |
| Poto-poto     | (Moeras)grond                    |                                                    |
| Bobi          | Borst(en)                        |                                                    |
| Gumbe         | Gumbe drum                       |                                                    |
| Chuk          | Steken, Prikken, Doorboren       |                                                    |
| Sabi          | Weten, kennen                    |                                                    |
| Yeri          | Horen                            |                                                    |
| Kongosa       | Roddel                           |                                                    |
| Pikin         | Kind                             |                                                    |
| Fiba          | Lijken op                        |                                                    |
| Sampata       | Schoen                           |                                                    |
| Marid         | Trouwen                          |                                                    |

### Tweede theorie
Anderen beweren dat er al een soort 'gebroken Engels' werd gesproken langs de kust van West-Afrika. Tussen 1447 en 1650 floreerde de handel tussen Portugezen en Afrikaanse stammen langs de kust, het Portugees vormde hierbij de basis voor de handelstaal en de Portugese invloed op de regio was groot. Met name de Engelsen, maar ook Fransen, Hollanders en Denen vergrootten langzaam hun posities in de handel en zo verminderde de bestaande Portugese invloed enorm, terwijl die van de andere Europeanen juist groter werd.
De taal die ontstond werd bekend als Guinea Coast Creole English (GCCE), ook wel een pidgintaal genoemd. Door de contacten tussen Afrikanen en Europeanen en interraciale verhoudingen kwam er ook een kleine vertegenwoordiging mulatten, voor wie het GCCE de moedertaal werd. Het GCCE zou vervolgens vanaf 1787 zijn beïnvloed door het Engels/Creools dat de kolonisten spraken en de verscheidene Afrikaanse talen die de bevrijde Afrikanen spraken.
Woorden die getuigen van de invloed van Portugees en Frans op het GCCE en zo indirect op hedendaags Krio:
| Krio woord | Betekenis | Taal van herkomst | Oorspronkelijk woord |
| ---------- | --------- | ----------------- | -------------------- |
| Farinya    | Meel      | Portugees         | Farinha              |
| Na         | In, naar  | Portugees         | Na                   |
| Sampata    | Schoen    | Portugees         | Sapata               |
| Bokú       | Veel      | Frans¹            | Beaucoup             |

¹Bokú wordt in dezelfde betekenis van het woord ook gebruikt in het zuiden van de Verenigde Staten en zou dus ook meegebracht kunnen zijn door Amerikaanse kolonisten in de 18e en 19e eeuw.
Veruit de meeste bevrijde Afrikanen waren Yoruba en zodoende hebben ook de Yoruba een behoorlijke invloed gehad op de woordenschat, het sociale leven, gewoonten en gebruiken van de Creoolse samenleving.
Ondanks de grote invloed van Afrikaanse talen, is de grammatica van het Krio, in essentie wel die van Creooltalen in de Nieuwe Wereld (Huber,1999).
Woorden die getuigen van de invloed van het Yoruba op het Krio:
| Ogpolo | Kikker/pad |
| Yawo   | Bruid      |
| Wowo   | Lelijk     |

Andere woorden die te herleiden zijn uit Afrikaanse talen:
| Krio woord | Betekenis | Taal van herkomst | Oorspronkelijk woord |
| ---------- | --------- | ----------------- | -------------------- |
| Bilolo     | Slang     | Boloki¹           | Bilolo               |
| Kongosa    | Roddel    | Twi²              | Nkonkonsa            |

- ¹ Taal in het huidige Congo
- ² Taal in het huidige Ghana

## Spelling en uitspraak
De spelling waarvoor gekozen is ligt in tegenstelling tot het Engels zo dicht mogelijk bij de uitspraak. Krio kent feitelijk alle letters van het alfabet, op de Q en de X na, de H wordt bijna nooit uitgesproken. Opmerkelijk zijn de zachte, rollende R (in tegenstelling tot de harde R in het Engels en Nederlands) en de duidelijke T, bijna zoals in het Nederlandse politie.

## Beknopte grammatica
- Het Krio kent zoals veel Creoolse talen geen vervoeging van werkwoorden, het persoonlijk voornaamwoord geeft aan om wie het gaat. Ik loop, jij liep, hij heeft gelopen, wij gaan lopen etc. in alle gevallen blijft het werkwoord waka.
- Tijdsaanduidingen (tegenwoordige tijd/verleden tijd/voltooid verleden tijd/toekomende tijd) worden aangegeven door toevoegingen. Bij de tegenwoordige tijd¹ zet men de (ww. uit het Ibo = zijn) voor het werkwoord. Bij de verleden tijd² kan bin (van het Engelse been) worden gebruikt en bij de voltooid verleden tijd don (van het Engelse done). De toekomende tijd krijgt er go bij.

Voorbeeld:
| Ik loop           | (Mi) A de waka |
| Jij liep          | Yu/i bin waka  |
| Hij heeft gelopen | I don waka     |
| Wij gaan lopen    | Wi go waka     |

¹ Er zijn enkele uitzonderingen; de komt in de tt nooit voor de werkwoorden memba, sey, sabi, ebul en kin.
² Voor de verleden tijd geldt dat volstaan kan worden met het persoonlijk voornaamwoord en het werkwoord. Dus: hij liep kan óf i waka zijn, maar óók i bin waka.
- Lidwoorden: het of de = di. Als een wordt gebruikt in de zin van één dan wordt dat vertaald met wan (afgeleid van het Engelse 'one'). Wan is ook een telwoord.
- Meervoud wordt aangeduid met het lidwoord den. Er volgt geen verbuiging van het zelfstandig naamwoord.

Voorbeeld:
| Het huis  | Di os  |
| Een huis  | Wan os |
| De huizen | Den os |

- Het gebruik van de complementeerder sey/sé als het voegwoord dat.

Voorbeeld:
| Una memba sey i go na os? | Denken jullie dat híj naar huis ging? |

- Voorbeeldzinnen

| Na udat bin kam?         | Het-is wie (vt) komen           | Wie kwam er?                     |
| Di pikin don go na makít | Het kind (vvt) gaan naar markt  | Het kind is naar de markt gegaan |
| I bai klos gi in pikin   | Hij kopen kleren voor zijn kind | Hij kocht kleren voor zijn kind  |

## Aantal sprekers
- Sierra Leone: 472 600 sprekers (betwist)
- Gambia (Aku)
- Nigeria (Saro)
- Equatoriaal-Guinea (Krio Fernando Po)
- Totaal: meer dan 478 000 sprekers